# Meet Me in St. Louis
Meet Me in St. Louis és una pel·lícula musical americana de Vincente Minnelli, estrenada el 1944.

## Argument
A Saint-Louis el 1903, mentre que la ciutat prepara l'Exposició Universal, la família Smith viu feliç sense problemes. Però un vespre, el pare de família anuncia que ha aconseguit un treball més avantatjós a Nova York i que aviat caldrà anar-se'n de Missouri. La mare i les quatre filles estan commocionades...

## Repartiment
- Judy Garland: Esther Smith
- Lucille Bremer: Rose Smith
- Margaret O'Brien: Tootie Smith
- Mary Astor: Sra. Anna Smith
- Joan Carroll: Agnes Smith
- Leon Ames: M. Alonzo Smith
- Marjorie Main: Katie
- Tom Drake: John Truett
- Harry Davenport: Avi
- June Lockhart: Lucille Ballard
- Henry H. Daniels Jr.: Lon Smith Jr.
- Hugh Marlowe: Coronel Darly

## Al voltant de la pel·lícula
- Primera pel·lícula de Vincente Minnelli amb Judy Garland que es convertiria en el seu marit (Liza Minnelli és la seva filla).
- Es pot veure un tall a Sex and the City: The Movie (2008).

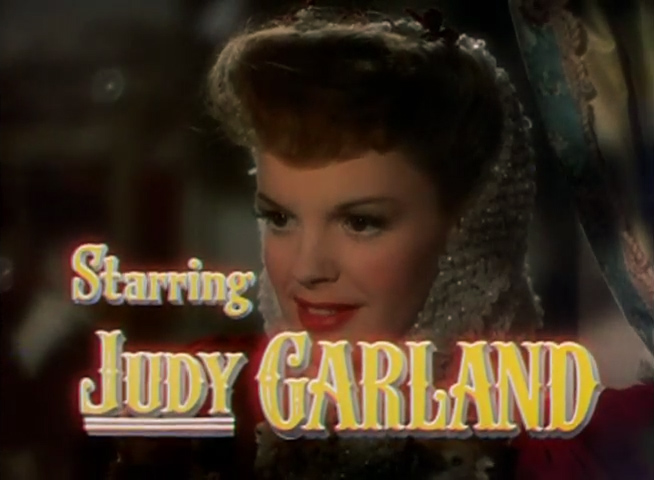
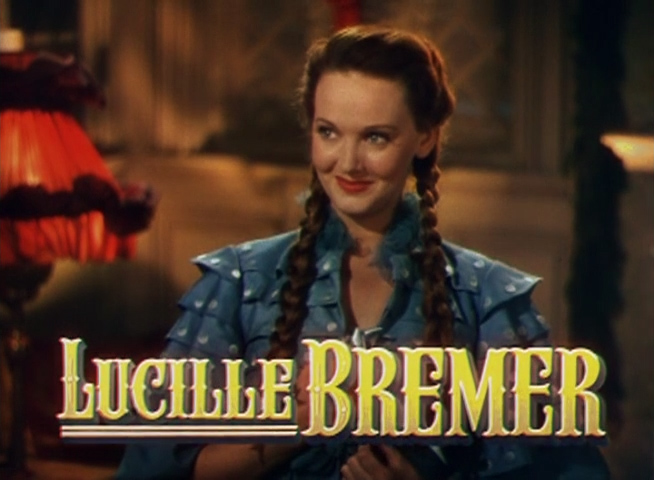
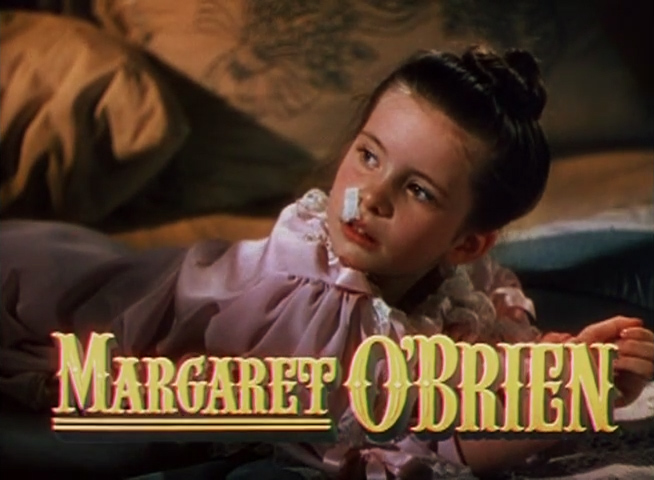
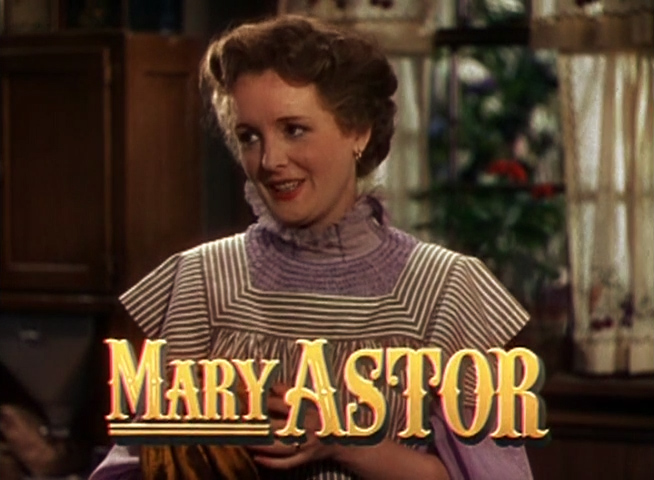
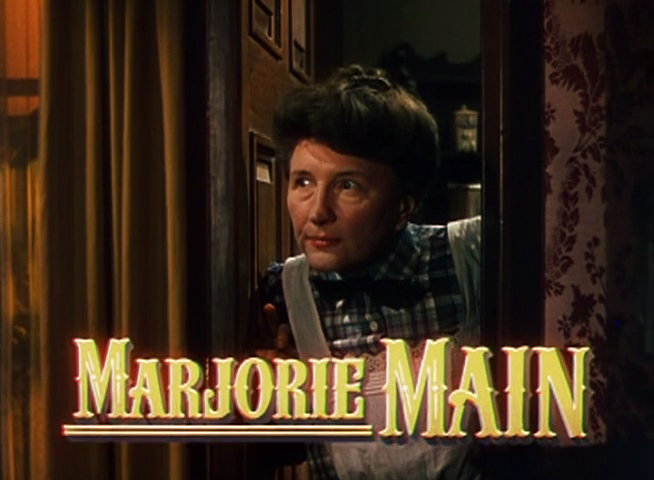
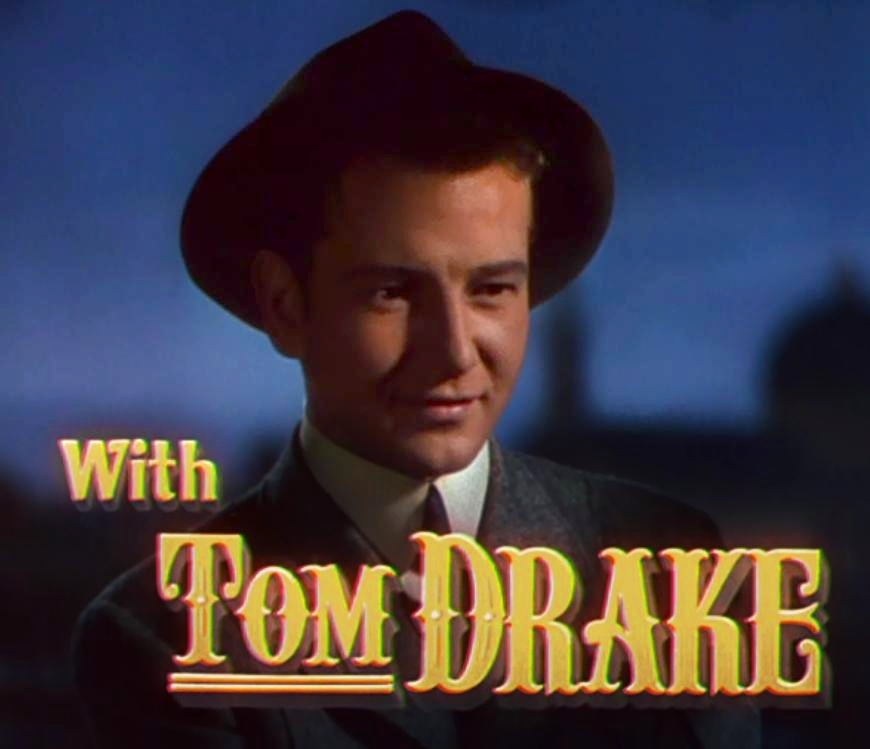

## Premis i Nominacions

### Nominacions[2]
- Oscar al millor guió adaptat (Irving Brecher, Fred F. Finklehoffe)
- Oscar a la millor fotografia (George J. Folsey)
- Oscar a la millor banda sonora (George E. Stoll)
- Oscar a la millor cançó (Ralph Blane, Hugh Martin)